# Robert Șerban
Robert Șerban (n. 4 octombrie 1970, Turnu Severin) este un scriitor român. Din 1990 trăiește în Timișoara.

## Biografie
Este scriitor, jurnalist, editor și om de televiziune. După studiile gimnaziale și liceale în orașul natal, reușește prin examen  la Facultatea de Construcții a Universitații Politehnica din Timișoara, pe care le absolvă cu examen de licență în anul  1995. Este licențiat al Facultății de Arte și Design, secția Istoria și Teoria Artei la Universitatea de Vest Timișoara (2011). Realizator și moderator al emisiunii de televiziune Piper pe limbă (TVR Timișoara), redactor al revistei Orizont, editorialist al revistei 24 FUN, publicist comentator la Banatul Azi. A lucrat în presa scrisă și în media online, a fost editor de carte, a predat jurnalistica la nivel universitar. A prezentat și prezintă în continuare artiști plastici în spațiul cultural bănățean, vernisând multe expoziții.   Este Consilier la  Aquatim SA Timișoara, operator regional al serviciilor de utilitate publică, de alimentare cu apă și canalizare, având studii inginerești în domeniu.
Este președintele Festivalului Internațional de Literatură de la Timișoara FILT.  

## Apariții editoriale

### Volume de poezie
- Firește că exagerez (poezie), Editura Excelsior, Timișoara, 1994;
- Odyssex (poezie), Editura Marineasa, Timișoara, 1996;
- Pe urmele marelui fluviu/Auf den Spuren des grossen Stroms (coautor, poezie și proză), volum bilingv (romana si germana), Editura Fundației Pro, București, 2002;
- Timișoara în trei prieteni (poezie), Editura Brumar, Timișoara, 2003;
- Barzaconii/ Anus dazumal (proză, volum bilingv), Editura Hartmann, Arad, 2005;
- Cinema la mine-acasă (poezie), Editura Cartea Românească, București, 2006;
- O căruță încărcată cu nimic/ Ein karren beladen mit nichts (poezie, coautor), Editura Brumar, 2008;
- Moartea parafină (poezie), Editura Cartea Românească, 2010;
- Puțin sub linie, poezie, București, Editura Cartea Românească, 2015;
- Ascuns în transparență (poezie, împreună cu Pavel Vereș – digital art), 2017,
- Oameni în trening, Iași, Editura Polirom, 2021.
- Învederatul. Poeme alese 1994-2022, Cartier de colecție nr. 46, Cartier, 2022.
- Firește că exagerez, Casa de Pariuri Literare, București, 2022 (reeditare a volumului din anul 1994).
- Aproape nimic sigur. Poeme, Cartier, 2024.

### Volume de interviuri / memorialistică/ proză/ teatru / critica de artă
- Piper pe limbă (interviuri), Editura Brumar, Timișoara, 1999;
- A cincea roată (interviuri), Editura Humanitas, București, 2004;
- Cartea roz a comunismului (coautor, memorialistică), Editura Versus, Iași, 2004;
- Athenee Palace Hotel (coautor, teatru), Editura Brumar, 2007;
- Ochiul cu streasina (publicistică), Editura Tritonic, 2007;
- Narațiunea de a fi. Robert Șerban în dialog cu Șerban Foarță, memorialistică, București, Editura Humanitas, 2013;

- Gura păcătosului. Dialog cu Valeriu Armeanu, memorialistică, Timișoara, Editura Brumar, 2014;
- Livius Ciocârlie. Uneori îmi vine să râd. Dialoguri de Robert Șerban, Timișoara, Editura Brumar, 2015;
- Timișoara. [20] Artiști ai Generației ’80, critică de artă, Timișoara, Fundația Interart Triade, 2015;
- Vorbesc în gând, cu voce tare,  Dialog de un cristian, memorialistică, București, Editura Casa de Pariuri Literare, 2016;
- Scriitori la poliție (volum coordonat), povestiri, Iași, Editura Polirom, 2016;
- La Tolce Vita. Robert Șerban în dialog cu Marcel Tolcea, Timișoara, Editura Univerității de Vest, 2016.
- Prozator din silă. Viorel Marineasa în dialog cu Robert Șerban, 2017.
- Urmele călătoare ale sculptorului - Doru Covrig în dialog cu Robert Șerban, Timișoara, Editura Brumar, 2020.
- Electrochimie & pictură. Robert Șerban în dialog cu Ciprian Radovan, Timișoara, Editura Brumar, 2021.
- Numai copilăria e glorioasă. Robert Șerban în dialog cu Dorin Tudoran, București, Editura Trei, 2021.
- Raidul poeților. 72 de interviuri, colecția Dialog XXI, Iași, editura Junimea, 2023.
- Narațiunea de a fi. Robert Șerban în dialog cu Șerban Foarță, Timișoara, Brumar Publishing House, 2023.
- Cornel Ungureanu 80, volum îngrijit de Adriana Babeți și Robert Șerban, Timișoara, Editura Universității de Vest, 2023.
- Tu esti Mircea ?, volum dedicat profesorului Mircea Mihăieș, îngrijit de Cristian Pătrășconiu și Robert Șerban, Timișoara, Editura Universiții de Vest, 2023.
- Urme pe două secole. Robert Șerban în dialog cu Ion Șerban Drincea, Iași, Editura Junimea, 2024.

### Literatură pentru copii și tineret
- Nemaipomenita întâmplare a pripitei Ena. Ilustrații de Bajko Attila, Editura Cartier, 2023.

### Volume traduse

#### Înlimba germană
- Heimkino, bei mir, (poezie), Pop Verlag, Ludwigsburg, traducere de Hellmut Seiler, 2009
- Feintod, Pop Verlag, Ludwigsburg, traducere de Gerhardt Csejka, 2018
- Nah an der Gürtellinie, Pop Verlag, Ludwigsburg, traducere de Gerhardt Csejka, cuvânt înainte de Uli Rothfuss, 2018
- Ein plötzlich erlöster Glücksritter, Pop Verlag, Ludwigsburg, traducere de Gerhard Cseijka și Helmut Seiler, prefață de Cătălin Dorian Florescu, 2018
- Techniken den Tarnung / Tehnici de camufflaj, edițe bilingvă germano-română, traducere de Edith Konradt, Pop Verlag,  2025
- Fast Nichts Gewiss. Gedichte, prefață de Dr. Wilhem Schenk, traducere de Christian W. Schenk, Dionysos Verlag, 2025.

#### În limba sîrbă
- volumul bilingv Биоскоп у мојој куђи/ Cinema la mine-acasă, Meridijani, Smeredevo,  traducere de Liubița Raichici, 2010,
- volumul  Azbest (Agora), traducere de Slavomir Gvozdenovici, 2019
- volumul Tehnici de camulflaj, traducere de Slavomir Gvozdenovici, 2022

#### În limba maghiară
- volumul de poezie Illatos koporsó, L'Harmattan Kft., traducere de Bartis F. Atila, 2012
- volumul de poezie Tehnici de camuflaj sub titlul Álcázási tecnikák, Editura Ab Art, colecția Lyra, traducător Pethö Lorand, Felsönyárád, 2024, Ungaria.

#### În limba franceză
- volumul La mort parafinne, Vinea Editions, 2015, ediția a II-a, 2019,traducere de Benoît Joseph Courvoisier.

#### În limba engleză
- volumul What's left of life, Contemporary Literature Press, traducere de Lidia Vianu și Anne Stewart, 2022.

### Prezențe în antologii în limba română
- Cartea roz a comunismului, memorialistică, Iași, Editura Versus, 2004;
- Colocviul Tinerilor Scriitori, ediție de Dan Mircea Cipariu, Timișoara, Ed. Brumar, 2006;
- Antologia poeziei românești la zid, de Ion Barbu, Iași, Editura Polirom, 2006;
- Odă la Vodă, de Ion Barbu, Iași, Editura Polirom, 2007;
- Cartea cu bunici, coord. Marius Chivu, București, Editura Humanitas, 2007;
- Voices of Contemporary Romanian Poets, ed. Dan Brudașcu, Editura Sedan, 2007;
- Scriitori pe Calea Regală, coord. Dan Mircea Cipariu, Timișoara, Editura Brumar, 2008;
- Prima mea beție, coord. Gabriel H. Decuble, București, Editura Art, 2009;
- Prima mea călătorie în străinătate, coord. Bogdan Iancu, București, Editura Art, 2010;
- Cele mai frumoase poeme din 2010, coord. Claudiu Komartin și Radu Vancu, București, Editura Tracus Arte, 2010;
- Care-i faza cu cititul?, coord. Liviu Papadima, București, Editura Art, 2010;
- Antologie 2010. Biblioteca revistei “Convorbiri literare”, poezie, Iași, Convorbiri literare, 2011;
- Festivalul Internațional “Zile și nopți de literatură”, antologie, București, Institutul Cultural Român, 2011;
- Alertă de grad zero în proza scurtă românească actuală, coord. Igor Ursenco, București, Editura Herg Benet, 2011;
- Bijuterii din Piața Abundenței, editor Marian Oprea, Timișoara, Editura Brumar, 2011;
- Primul meu porno, coord. Marius Chivu, București, Editura Art, 2011;
- Ziua cea mai lungă, coord. Aleksandar Stoikovici, București, Editura Herg Benet, 2011;
- Primul meu job, coord. Florin Dumitrescu, București, Editura Art, 2011;
- Poeți din Banat. Cele mai frumoase poezii, editor Marian Oprea, Timișoara, Editura Brumar, 2011;
- Mai am un singur doors, coord. Daniel-Silvian Petre, București, Editura Blumenthal, 2011;
- Maratonul de Poezie și Jazz, (ed. A III-a), București, Editura Tracus Arte, 2011
- Ziua Mondială a Poeziei/ Maratonul de Poezie, Blues și Jazz (ed. A IV-a), București, Editura Tracus Arte, 2012;
- De la Waters la Similea. Oameni cool scriu despre muzica lor, coord. Radu Paraschivescu, București, Ed. Humanitas, 2013;
- Piper, scorțișoară, dafin, vanilie, antologie de Marian Oprea, Timișoara, Editura Brumar, 2013;
- Salonul ludicilor, coord. Dan Mircea Cipariu, București, Editura Tracus Arte, 2014;
- Cuprins sau Un Fel de Imperiu, editor Eugen Bunaru, Timișoara, Editura Brumar, 2014;
- Antologia Festivalului Internațional de Poezie, București, Editura Muzeul Literaturii Române, 2015;
- Sexul frumos, poezie de dragoste, antologie de Marian Oprea, Timișoara, Ed. Brumar, 2015;
- Prietenii noștri imaginari, coord. Nadine Vlădescu, Editura Humanitas, 2015;
- Și eu am trăit în comunism, editor Ioana Pârvulescu, Editura Humanitas, 2015;
- 11 pentru Timișoara, antologie de poezie, Editura Inspirescu, 2015;
- Lumina din cuvinte. O antologie alcătuită de Irina Petraș, Cluj-Napoca, Ed. Școala Ardeleană, 2015;
- Sticle pentru minte, inimă și literatură, antologie de Mihai A. Barbu și Ion Barbu, Editura Charmides, 2016;
- Scriitori la poliție, coord. de Robert Șerban, Editura Polirom, 2016, de Lavinia Braniște, Florin Lăzărescu, Adrian G. Romilă, Simona Tache, Nora Iuga, Moni Stănilă, Radu Paraschivescu, Ruxandra Cesereanu, Sorin Gherguț, Ioan Groșan, Florin Iaru, Viorel Marineasa, Ioan T. Morar, Radu Sergiu Ruba, Doina Ruști, Ștefan Manasia, Bogdan Munteanu, Ioana Nicolaie, Veronica D. Niculescu, Bogdan O Popescu, Daniela Rațiu, Ana Maria Sandu, Pavel Șușară, Marcel Tolcea, Mihail Vaculovski, Lavinia Bălulescu, Andrei Crăciun, Alexandru Potcoavă, Peter Demeny, V. Leac, Simona Sora, Radu Vancu.
- Poemele izolării, (ed. Cătălin-Mihai Șerban), Editura Muzeelor Literare, Iași, 2023.
- Femei, bărbați și faptele lor, (coord. Ligia Pârvulescu), colecția Biblioteca de Proză Contemporană, Editura Litera, 2023.
- Lucruri mărunte. Copilăria în comunism, volum colectiv, Muzeul Literaturii Române, Iași, 2023.
- Ecouri din pădurea întunecată: evadări din Twin Peaks. Antologie de poezie română contemporană (Andrei Mocuța - coord.), Editura Tracus Arte, București, 2024.
- Scrisori pentru cititorii din 2025, Antologie de Ioana Pârvulescu, Editura Humanitas, 2025.

### Prezențe în antologii în limbi străine
- Voices of Contemporary Romanian Poets, ed. Dan Brudașcu, Editura Sedan, 2007;
- Top 22, coord. Wolfgang Kuhn, Austria, Edition Aramo, 2007;
- Iz Novije Rumunnske Poezije, ed. Pavel Gătăianțu, Fond Europa, Novi Sad, 2009;
- International Writers‘ Colony „Cortanovci 2010“, Serbian Literary Society, Belgrad,2010;
- Of Gentle Wolves, An Anthology of Romanian Poetry, ed. Martin Woodside, Calypso Editions, SUA,2011;
- Miniaturas de tiempos venideros. Poesia rumana contemporanea, ediție bilingvă de Cătălina Iliescu Gheorghiu, Madrid-Mexico, Ed. Vasto Roto, 2013;
- Moods & Women & Men & Once Again Moods. An Anthology of Contemporary Romanian Erotic Poetry, selector Ruxandra Cesereanu, Editura Tracus Arte, 2015;
- Rumænsk poesi: en antologi af Flavia Teoc. Overseat af Robin Wildt Hansen, Synapsis Forlaget, Aarhus, 2021
- Schwebebrücken aus Papier. Anthologie rumänischer Lyrik der Gegenwart. Aus dem Rumänischen übersetzt und herausgegeben von Hellmut Seiler, Edition Noack & Block, Berlin, 2021.
- Le blues roumain, vol. I, II, IIi, IV,Éditions Unicité, 2022,2023, France.
- POEMAS  PEREGRINOS – Antología de poesía rumana contemporánea, traducere de Carmen Bulzan, editor Luis Cruz-Villalobos, Colección	Cima de Independently Poetry, 2023.
- Punte spirituală nouă : Culegere din lirica contemporană. (20 de poeți din Serbia și 20 din Timișoara), Timișoara-Novi Sad, 2023.
- Light the Night Sky (Patrick Williamson, ed.), Moving Word, USA & India, 2024.

### Premii literare
- Premiul de debut al Uniunii Scriitorilor din România (1994),
- Premiul filialei din Timișoara a Uniunii Scriitorilor (1999),
- Premiul de Excelență al Filialei din Timișoara a Uniunii Scriitorilor din România (2000),
- Premiul de Excelență în Cultură al Austrian Airilines (2002)
- Premiul revistei Poesis (2003)
- Premiul filialei din Timișoara a Uniunii Scriitorilor (2004),
- Diploma de Excelență Culturală oferită de Primăria Timișoara (2004),
- Premiul revistei Observator cultural pentru cea mai bună carte de poezie din 2006,
- Premiul Filialei Timișoara a Uniunii Scriitorilor (2006),
- Premiul de Excelență al Primăriei Turnu Severin (2009),
- Premiul revistei Luceafărul de dimineață (2011),
- Premiul Filialei Timișoara a Uniunii Scriitorilor din România (2011),
- Premiul Pro Cultura Timisiensis (2015)
- Premiul revistei Orizont pentru poezie (2015),
- Premiul revistei Ateneu pentru poezie (2015).
- Premiul Radio România Cultural pentru poezie (2016).
- Premiul  agentiadecarte.ro (2019)
- Premiul CARTEA ANULUI PENTRU PROZĂ – Robert Șerban, Oameni în trening, proză, Editura Polirom, 2021, acordat de Filiala Timișoara a Uniunii Scriitorilor din România.
- Premiul revistei Observator cultural la secțiunea Memorialistică/Biografie/Jurnal pentru volumul Numai copilăria e glorioasă. Robert Șerban în dialog cu Dorin Tudoran, București, Editura Trei, 2021 decernat în data de 16 mai 2023.
- Premiul “Șerban Cioculescu”, acordat în 16,01,2024 de către Muzeul Național al Literaturii Române, pentru volumul “Numai copilăria e glorioasă. Robert Șerban în dialog cu Dorin Tudoran” (editura Trei).
- Marele Premiu al Festivalului Internațional "Primăvara poeziei", Zalău, 2024.
- Premiul pentru poezie al revistei “Poesis”, primit la Zilele culturale Poesis, pentru volumul „Aproape nimic sigur“ (Editura Cartier, 2024), Satu Mare, 2024.
- Premiul “Teodor Costescu”, acordat de către Primăria Turnu Severin,  cu ocazia aniversării Centenarului Palatul Culturii “Teodor Costescu”
- Premiul revistei Ramuri pentru volumul Aproape nimic sigur, Editura Cartier, Chișinău, 2024

### Aprecieri ca jurnalist
- Premiul Asociației Presei Timișorene, 1998,
- Mențiune “Tânărul Jurnalist al anului 2000” și premiul “Tânărul Jurnalist al anului 2002”, acordate de Freedom House Romania
- Premiul pentru talk-show-ul „A cincea roată” al Festivalului național de televiziune TELEVEST, 2002,
- Premiul Festivalului Internațional al televiziunilor locale și regionale, secțiunea „film-portret”, Târgu Mureș, 2005,
- Premiul 1 al Festivalului 7 ARTE, pentru filmul „Vâslași la bărcuțele poeziei”, 2011,
- Premiul SIMFEST 2011, la secțiunea „talk-show”, pentru emisiunea „Piper pe limbă”.

### Alte distincții
- Președinția României i-a acordat în anul 2004 ordinul Meritul cultural în grad de cavaler.[1]
- Premiul "Excelență în cultură" acordat de Universitatea Politehnică din Timișoara pentru activitatea desfășurată în cadrul manifestărilor legate de Timișoara - Capitală culturală în anul 2023.

## Burse și rezidențe literare
A participat la tabere de creație literară din țară încă din adolescență, iar la maturitate a beneficiat de Bursa Fundației Soros (1995), rezidențe literare în Krems (Austria, 2005), Thusis (Elveția, 2007), Winterthur (Elveția, 2009) și Viena (2013).
A participat la festivaluri internaționale de literatură și a susținut lecturi publice din creația sa în Serbia, Elveția, Germania, Austria, Ungaria, Israel, Polonia, Ucraina, Cehia, Marea Britanie, Spania, Portugalia, Danemarca, Belgia, China, Suedia, Olanda, Franța, Slovenia. 

## Afilieri
Este membru al Uniunii Scriitorilor din România din 1995.